# 细雕织纹螺
细雕织纹螺（学名：Zeuxis siquijorensis），是新腹足目织纹螺科Zeuxis的一种。主要分布于印度尼西亚、韩国、中国大陆、台湾，常栖息在潮下带。